# Otto Tremetzberger
Otto Leopold Tremetzberger (* am 31. August 1974 in Linz) ist ein österreichischer Autor sowie Medien- und Kulturmanager.

## Leben
Otto Tremetzberger wuchs in Mauthausen auf und studierte Theaterwissenschaft und Philosophie an der Universität Wien und International Arts and Media Management in Salzburg (SMBS, ICCM, Johannes Kepler Universität Linz, Columbia College Chicago).
2002 bis 2004 war er Geschäftsführer von Radio FRO in Linz. Er ist Mitinitiator und Geschäftsführer des Freien Radio Freistadt. Er ist Mitgründer des nichtkommerziellen oberösterreichischen Fernsehsender Dorf und war von 2010 bis 2018 kaufmännischer Geschäftsführer des Senders. Von 2016 bis 2021 war er Vorsitzender im Stadtkulturbeirat der Stadt Linz. Seit 2022 ist Tremetzberger außerdem Geschäftsführer des Festivals der Regionen.
Seit 1999 veröffentlicht er regelmäßig journalistische Beiträge und Positionen zu kultur- und medienpolitischen Themen. Seit 1995 ist er literarisch tätig. Unter anderem war er ständiger Mitautor am digitalen Literaturprojekt Die Flut von Xaver Bayer.
2014 erste eigenständige Buchveröffentlichung mit der Erzählung „Nelson Mandela hatte vielleicht eine schöne Zeit auf Robben Island“ im Innsbrucker Limbus Verlag. Das Buch beschreibt den sensationslosen Alltag eines namenlosen Museumsangestellten. Ein Alltag, der diesen langsam erdrückt. 2016 erschien der Roman "Die Unsichtbaren", ebenfalls im Verlag Limbus.

## Literarische Veröffentlichungen (Auswahl)
- Die Unsichtbaren, Roman, LIMBUS, 2016.  ISBN 978-3-99039-087-0
- Nelson Mandela hatte vielleicht eine schöne Zeit auf Robben Island, Erzählung, LIMBUS, 2014. ISBN 3-99039-002-3
- Vor dem Regen, in: Reise nach Ljubljana, Junge AutorInnen aus Österreich, Hrsg. v. Georg Lughofer, Limbus Verlag, Innsbruck 2011, S. 44–53. ISBN 978-3-902534-44-6
- 18 × 3, mit Dennis Mikan, Robert Kleindienst, Elisabeth Rötsch, Xaver Bayer, Martin Wanko, Thomas Ballhausen, Thomas Schönher, Stefan Schuster, Kathrin Resetarits, Martin Kubaczek, Peter Landerl, Barbara Hundegger, Klaus Händl, Rosemarie Poiarkov, Hanno Millesi, Stephan Keiler, Benedikt Ledebur, in: kolik – Zeitschrift für Literatur, Wien, Nr. 20, 2002, S. 96–121.
- Schmutz, in: Facetten 2000, Literarisches Jahrbuch der Stadt Linz, Bibliothek der Provinz, Linz, 2000, S. 91–96. ISBN 3-8525-2330-3
- Der Geruch vieler Tage, in: Facetten 1998, Literarisches Jahrbuch der Stadt Linz, Bibliothek der Provinz, Linz, 1998, S. 16–21. ISBN 3-85252-294-3

## Auszeichnungen
- 1996 Literaturpreis der Stadt Steyr für Junge Autoren
- 2006 Atelierstipendium des Landes Oberösterreich in Gmunden
- 2008/2009 Österreichisches Staatsstipendium für Literatur
- 2010 Kleiner Landeskulturpreis für initiative Kulturarbeit (für Freies Radio Freistadt)
- 2010 und 2015 Reisestipendium Rom, Bundesministerium für Unterricht, Kunst und Kultur
- 2016 Kunstwürdigungspreis der Stadt Linz in der Sparte Medien-, Produkt- und Kommunikationsdesign (für dorf tv)[3]